# Ludmila Lutz-Auras

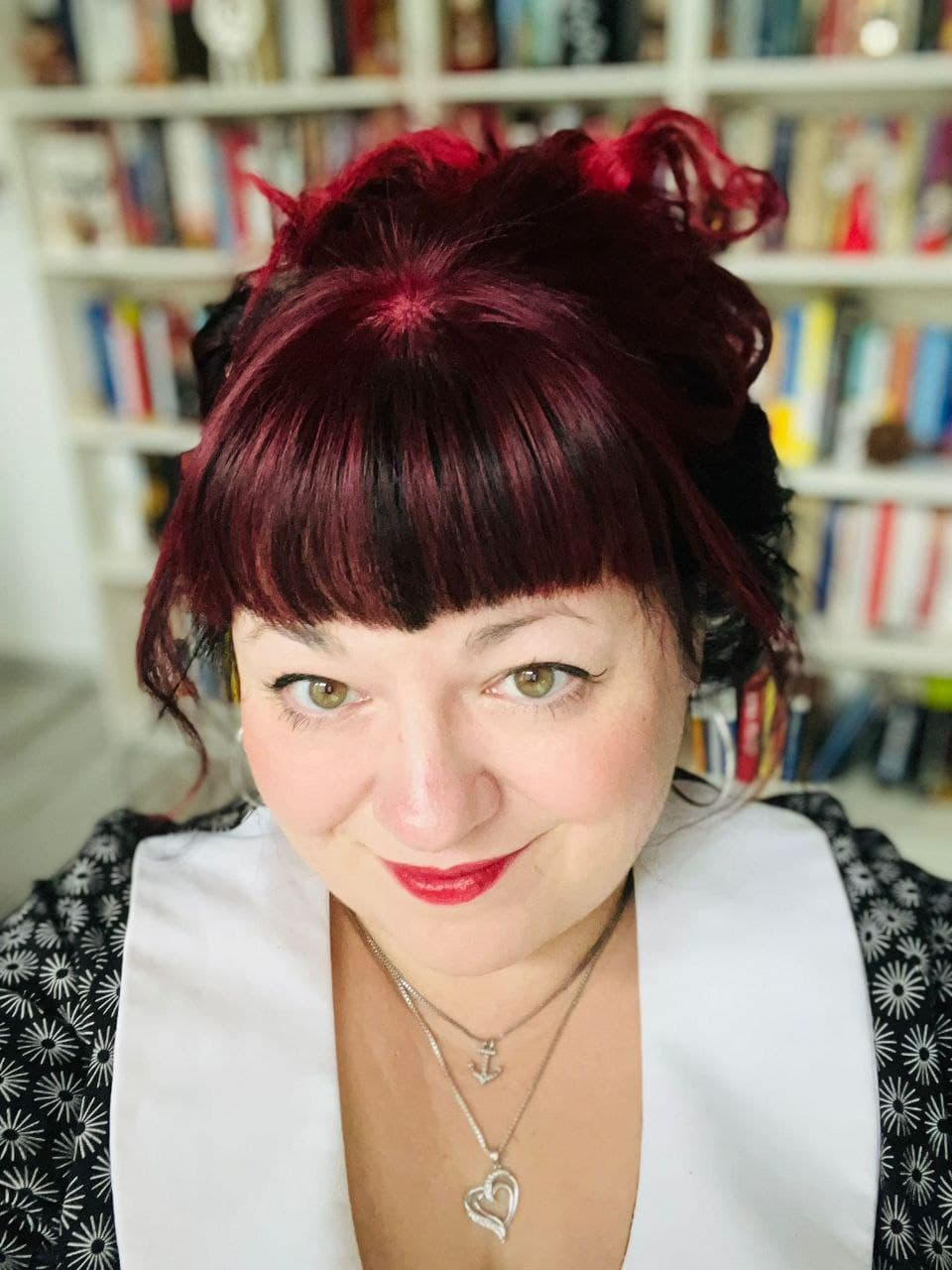
Ludmila Lutz-Auras (2022)

Ludmila Lutz-Auras (* 1981 in Iwano-Frankiwsk, Ukraine) ist eine deutsche Politikwissenschaftlerin.

## Leben
Lutz-Auras studierte Politikwissenschaft, Slawistik und Neuere Geschichte Europas an der Universität Rostock und der Lomonosov-Universität in Moskau. Nach dem Masterabschluss 2007 erhielt sie ein Promotionsstipendium von der Landesgraduiertenförderung Mecklenburg-Vorpommern und arbeitete fortan als wissenschaftliche Mitarbeiterin an der Universität Rostock. 2012 erfolgte die Promotion zum Thema „Auf Stalin, Sieg und Vaterland!“ Politisierung der kollektiven Erinnerung an den Großen Vaterländischen Krieg in der Russländischen Föderation.
Seit 2007 war sie als Gastwissenschaftlerin tätig, unter anderem an der Verwaltungsakademie beim Präsidenten der Ukraine in Odessa (Ukraine), der Verwaltungsakademie beim Präsidenten der Republik Belarus in Minsk (Weißrussland), der State University of Karachi (Pakistan), der Erciyes University in Kaisery (Türkei), der Staatlichen Buketov-Universität Karaganda (Kasachstan), der University Malaya in Kuala Lumpur (Malaysia), der University of Social Sciences and Humanities in Hanoi (Vietnam) und der UNECON / Staatliche Universität für Wirtschaft und Finanzen in Sankt Petersburg (Russland). Seit 2020 war sie Sprecherin des neu gegründeten Instituts „Zentrums für Eurasisch-Russländische Studien“ (ZEUS) an der Universität Rostock. Am 1. April 2022 wurde sie Prorektorin für Internationales, Gleichstellung und Vielfaltsmanagement der Universität Rostock.
Seit 2024 unterrichtet sie an der Großen Stadtschule, einem Gymnasium in Wismar.

## Forschungsschwerpunkte
Zu ihren Forschungsschwerpunkten zählen Geschichte, Kultur, Regierungssysteme sowie Außenpolitik in den Transformationsländern Osteuropas, Politische Systeme im Kaukasus und Zentralasien, Politische Mythen, Regionen und Regionalisierung im postsowjetischen Raum, Russlands Rolle in Südostasien und Energiesicherheit im Ostseeraum.

## Stipendien und Auszeichnungen
- 2004–2007 Stipendiatin der Friedrich-Ebert-Stiftung
- 2005–2006 DAAD-Stipendiatin
- 2008–2011 Stipendiatin der Landesgraduiertenförderung Mecklenburg-Vorpommern
- 2013 Auszeichnung der Promotion mit dem Joachim-Jungius-Preis[4]
- 2018 Ernennung zur "Botschafterin der Wärme" / VNG AG "Verbundnetz der Wärme"[5]

## Schriften (Auswahl)
- Lutz-Auras, Ludmila: Eurasische Wirtschaftsunion – ein D-Zug auf dem Abstellgleis? Integrationsstrategie der Russländischen Föderation im 21. Jahrhundert, in: Dosch, Jörn; Lutz-Auras, Ludmila / Hrsg.: Asiatischer Regionalismus im 21. Jahrhundert. Verlag: Springer.     Wiesbaden 2020, ISBN 978-3-658-20552-2
- Lutz-Auras, Ludmila: Europa ist tot, es lebe Eurasien! Zwischen Tradition und Toleranz. Russlands postsowjetische Mischidentitäten, in: Bizeul, Yves; Lutz-Auras, Ludmila; Rohgalf, Jan / Hrsg.: Offene oder geschlossene Kollektividentität. Von der Entstehung einer neuen politischen Konfliktlinie. Verlag: Springer. Wiesbaden 2019, ISBN 978-3-658-16959-6
- Lutz-Auras, Ludmila: Die Kreml-Mauer - Lenins letzte Ruhestätte: Das Moskauer Mausoleum als Ort der kollektiven Erinnerung, in: Lutz-Auras, Ludmila; Gottschlich, Pierre / Hrsg.: Menschen, Macht und Mauern. Fallbeispiele und Perspektiven. Verlag: Springer. Wiesbaden 2016, ISBN 978-3-658-12498-4
- Lutz-Auras, Ludmila: Ukraine – nationale Einheit durch regionale Vielfalt?, in: Geissbühler, Simon / Hrsg.: Kiew - Revolution 3.0: Der Euromaidan 2013/14 und die Zukunftsperspektiven der Ukraine. Verlag: ibidem-Verlag. Stuttgart 2014, ISBN 978-3-8382-0681-3
- Lutz-Auras, Ludmila: „Auf Stalin, Sieg und Vaterland!“ Politisierung der kollektiven Erinnerung an den Zweiten Weltkrieg in Russland. Verlag: Springer. Wiesbaden 2013, ISBN 978-3-658-00822-2
- Lutz-Auras, Ludmila; Gottschlich, Pierre / Hrsg.: Aus dem politischen Küchenkabinett. Eine kurze Kulturgeschichte der Kulinarik. Verlag: Nomos. Baden-Baden 2013, ISBN 978-3-8487-0104-9
- Lutz-Auras, Ludmila: Peter I. Russlands trinkfester Imperator. Verlag: Lexikus. Bad Kleinen 2013, ISBN 978-3-940206-51-0

## Mitgliedschaften
- Mecklenburger AnStiftung (Vorstandsvorsitzende)[6]
- Deutsche Gesellschaft für Osteuropakunde e.V.
- Deutsche Gesellschaft für Asienkunde e. V. (DGA)
- ALUMNI-Verein Rostocker Politikwissenschaft e.V.